# 松山機場站
25°03′47″N 121°33′06″E / 25.063071°N 121.551599°E
松山機場站，是臺北捷運文湖線（內湖線）上的一座機場聯外捷運車站，位於臺北松山機場航廈前，第一、第二停車場下方。本站與同屬內湖線的大直站為台北捷運第一批設有全罩式月台門的地下車站。

## 車站概要
本站車站編號為BR13，與大直站為文湖線唯二的地下站。本站往中山國中站方向即為地下段至高架段的過渡帶。

## 車站構造

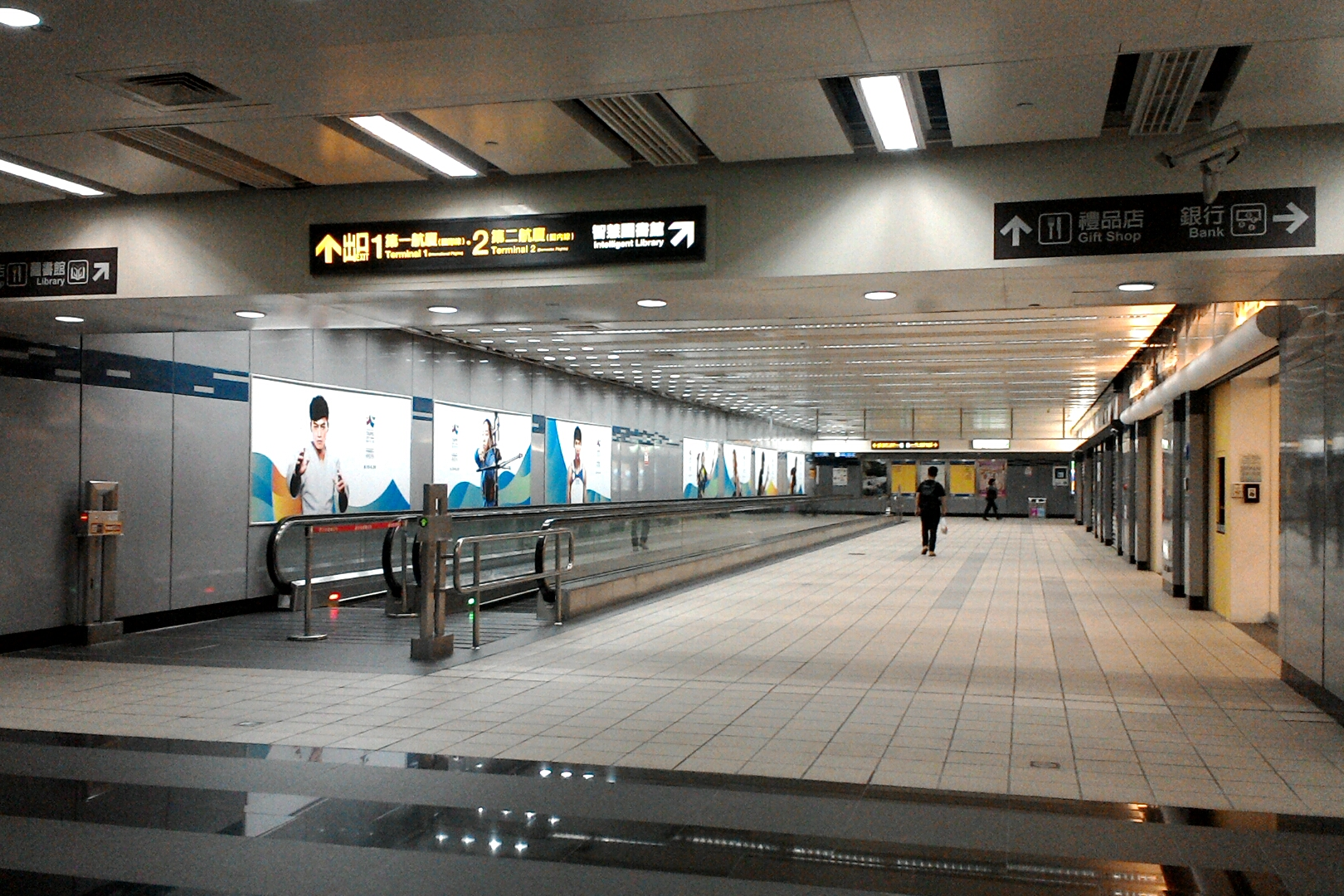
通道層

地下四層車站，一個島式月台，三個出入口。

### 車站樓層
| 地面      | 出入口             | 出入口                                                       |
| 地下 一樓 | 連通層             | 電動步道往松山機場航廈、民航局附屬地下街、松山機場智慧圖書館 |
| 地下 二樓 | 穿堂層             | 車站大廳、詢問處、自動售票機、驗票閘門                       |
| 地下 二樓 | 穿堂層             | 洗手間                                                       |
| 地下 三樓 | 轉換層             | 樓梯、電扶梯通往月台                                         |
| 地下 四樓 | 一月台             | ← 文湖線 往南港展覽館方向（BR14 大直站）                     |
| 地下 四樓 | 島式月台，左側開門 |                                                              |
| 地下 四樓 | 二月台             | 文湖線 往動物園方向（BR12 中山國中站）→                      |

### 車站出口
出口1、2位於車站北側，出口3位於車站南側，所有出口均設有無障礙電梯。
| 出入口                                  | 圖片 | 位置                             |
| --------------------------------------- | ---- | -------------------------------- |
| 出入口1 · 設有電梯 · 設有手扶梯         |      | 第一航廈（第一航廈東側）         |
| 出入口2 · 設有電梯 · 設有手扶梯         |      | 第二航廈（第一航廈西側）         |
| 出入口3 · 設有電梯 · 設有手扶梯         |      | 敦化北路（第一航廈外，近停車場） |
| 註： 設有手扶梯\|設有無障礙電梯往返地面 |      |                                  |

## 歷史

### 臺鐵
過去臺灣總督府交通局鐵道部也曾在松山機場附近設站，站名為飛機場，是傳統鐵路支線松山飛機場線的終點站。該線於1936年3月30日之前開始營運，戰後轉由台灣鐵路管理局接手營運，1976年起停止營業，路線自松山車站分歧後，向北行進至終點站的飛機場車站。松山車站與飛機場車站之間還設有發電所車站。

### 台北捷運
- 2001年8月1日：行政院審議通過於內湖線增設松山機場站。
- 2008年7月27日：松山機場站完成竣工。
- 2009年7月4日：隨著內湖線正式通車而啟用[3]（p. 331）。
- 2013年6月22日：當日下午4時18分，文湖線一班往南港展覽館方向列車因煞車訊號異常而停駛於本站，影響約200人次。

## 利用狀況
2024年12月每日進出人次約為9,726，在台北捷運系統中為第103名。自啟用至今，使用松山機場站的乘客已成長近44%。
2009年之旅次統計日均人次以7月4日通車算起至年底計181天。
| 年   | 年間      | 年間      | 年間      | 年間  | 單日平均 | 單日平均 |
| 年   | 上車      | 下車      | 上下車計  | 來源  | 上車     | 上下車   |
| ---- | --------- | --------- | --------- | ----- | -------- | -------- |
| 2009 | 408,794   | 367,692   | 776,486   | [ 5 ] | 2,259    | 4,290    |
| 2010 | 1,106,998 | 1,021,635 | 2,128,633 | [ 5 ] | 3,033    | 5,832    |
| 2011 | 1,553,658 | 1,490,635 | 3,044,293 | [ 5 ] | 4,257    | 8,341    |
| 2012 | 1,716,667 | 1,588,994 | 3,305,661 | [ 5 ] | 4,690    | 9,032    |
| 2013 | 1,836,070 | 1,726,548 | 3,562,618 | [ 5 ] | 5,030    | 9,761    |
| 2014 | 1,957,390 | 1,857,025 | 3,814,415 | [ 5 ] | 5,363    | 10,450   |
| 2015 | 2,052,225 | 1,941,615 | 3,993,840 | [ 5 ] | 5,623    | 10,942   |
| 2016 | 2,144,107 | 2,040,165 | 4,184,272 | [ 5 ] | 5,858    | 11,432   |
| 2017 | 2,060,990 | 1,977,051 | 4,038,041 | [ 5 ] | 5,647    | 11,063   |
| 2018 | 2,075,055 | 1,991,996 | 4,067,051 | [ 5 ] | 5,685    | 11,143   |

## 公共藝術
本站設有三座公共藝術，分別位於第一區3號出入口廣場「大旅行時代」、第二區穿堂層牆面「飛行計畫」以及第三區月台層挑空區的「夢想飛行」。
在2010年至2011年2010年臺北國際花卉博覽會展覽期間，本站為參觀民眾的主要轉乘車站，出入口也隨之進行情境佈置。

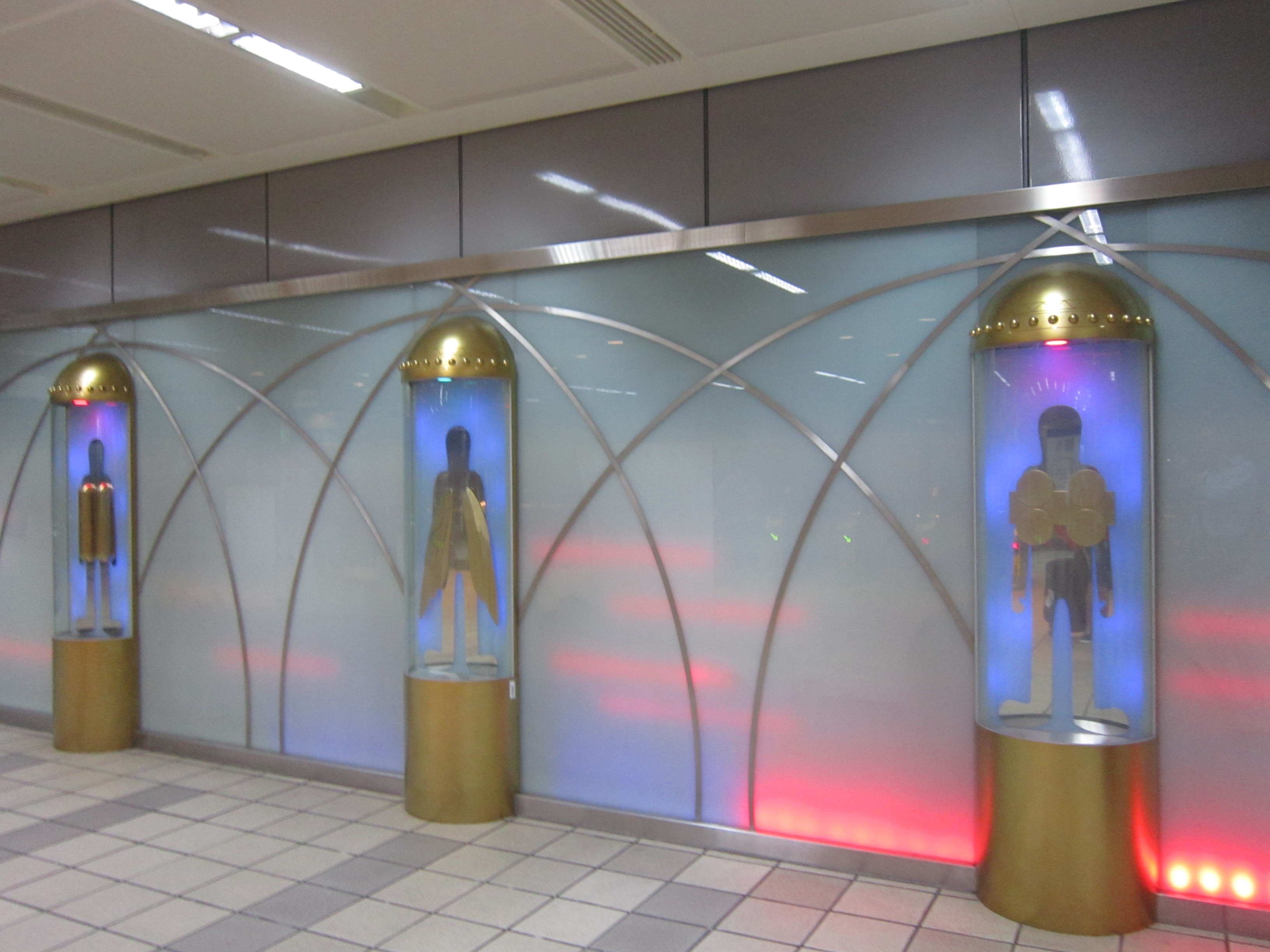
公共藝術作品「飛行計畫」
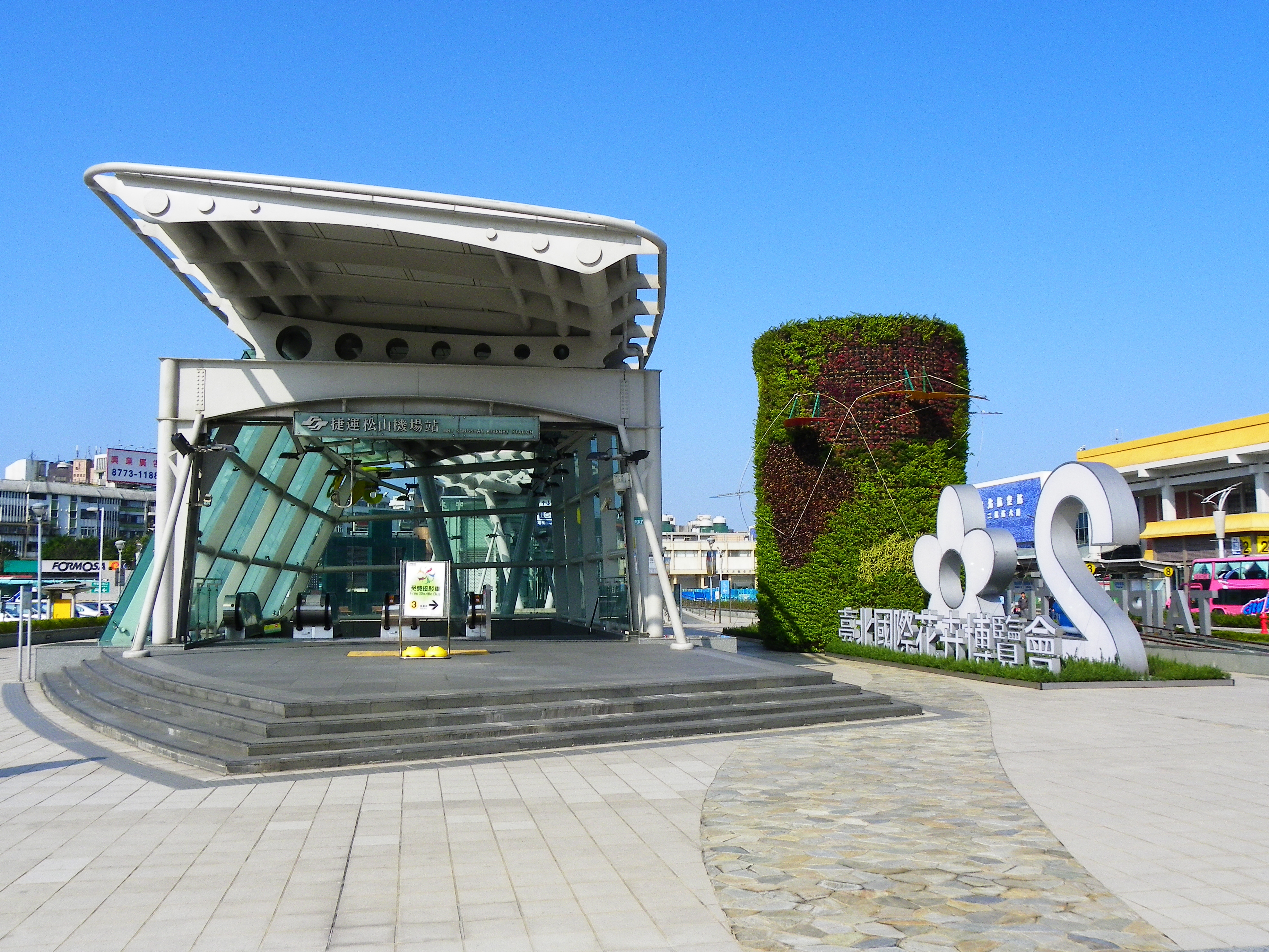
花博期間出口裝置

## 車站周邊
| | |
| - 臺北松山機場 - 交通部民用航空局 - 國防部空軍司令部松山基地指揮部 - 內政部警政署航空警察局臺北分局 - 臺北市政府警察局松山分局民有派出所 - 交通部運輸研究所 - 民族國小 - 民權國小 | - 敦化公園 - 臺北市公共自行車租賃系統 - 敦北公園 - 民權光復路口（東北側） - 民權公園 - 臺北市立圖書館松山機場智慧圖書館 - 海悅廣告股份有限公司 - 翡麗詩莊園 - 精忠公園 |

## 公車資訊
| 編號      | 經營業者           | 區間                               | 備註                                                                        |
| --------- | ------------------ | ---------------------------------- | --------------------------------------------------------------------------- |
| 214直     | 中興巴士           | 中和－松山機場                     |                                                                             |
| 225       | 三重客運           | 蘆洲－民生社區                     |                                                                             |
| 225 區間  | 三重客運           | 蘆洲－松山機場                     |                                                                             |
| 254       | 欣欣客運           | 大鵬新城－民生社區                 |                                                                             |
| 262       | 大都會客運         | 宏國德霖科技大學－民生社區         |                                                                             |
| 262 區間  | 大都會客運         | 中和－民生社區                     |                                                                             |
| 275       | 台北客運           | 宏國德霖科技大學－松山機場         | 屬於新北市區公車。                                                          |
| 617副線   | 三重客運           | 泰山－內湖                         | ←搭乘本路線，請留意往返乘車方向                                             |
| 707       | 台北客運           | 三峽－松山機場                     | 原275副線，屬於新北市區公車。                                               |
| 801       | 指南客運           | 五股－松山機場                     | 屬於新北市區公車。 直行成泰路、明志路。                                     |
| 803       | 指南客運           | 五股－松山機場                     | 屬於新北市區公車。 行經貿商二村、泰林路。                                   |
| 902區間車 | 指南客運           | 麟光－松山機場                     |                                                                             |
| 906       | 新店客運           | 錦繡山莊－松山機場                 | 屬於新北市區公車。 行經水源快速道路。                                       |
| 909       | 新店客運           | 錦繡山莊－松山機場                 | 屬於新北市區公車。 行經中國玫瑰城社區、北新路、新店區中華路、水源快速道路。 |
| 913       | 新店客運           | 錦繡山莊－松山機場                 | 屬於新北市區公車。 行經新店區安和路、中安大橋、水源快速道路。               |
| 945       | 三重客運           | 林口－松山機場                     | 屬於新北市區公車。                                                          |
| 棕1       | 首都客運           | 松山車站－松山機場                 |                                                                             |
| 688       | 大都會客運         | 建國北路－中和成功路               |                                                                             |
| 跳蛙公車  | 台北客運           | 鶯歌火車站－松山機場               |                                                                             |
| 967       | 三重客運           | 長庚大學－台北市政府               | 屬於新北市區公車、原1211。                                                  |
| 967直達車 | 三重客運           | 林口公賣局－台北市政府             | 屬於新北市區公車、原1211支線。                                              |
| 967副線   | 三重客運           | 林口轉運站－台北市政府             | 屬於新北市區公車。                                                          |
| 1662      | 統聯客運           | 桃園－松山機場                     | 屬於國道客運。                                                              |
| 1802      | 國光客運           | 基隆－三重                         | 屬於國道客運。                                                              |
| 1840      | 國光客運           | 捷運松山機場站－桃園國際機場       | 屬於國道客運。                                                              |
| 1841      | 國光客運           | 捷運松山機場站－南崁－桃園國際機場 | 屬於國道客運。                                                              |
| 1842      | 國光客運           | 捷運松山機場站－大園               | 屬於國道客運。                                                              |
| 2002      | 國光客運           | 台北－基隆                         | 屬於國道客運。                                                              |
| 5116      | 桃園客運           | 桃園－捷運松山機場站               | 屬於國道客運。                                                              |
| 5250      | 亞通客運           | 台北－大園                         | 屬於國道客運。                                                              |
| 5350      | 台聯客運           | 台北－六福村                       | 屬於國道客運。                                                              |
| 9025      | 桃園客運、台北客運 | 中壢－捷運松山機場站               | 屬於國道客運。                                                              |

## 腳註

### 來源資料
1. ↑   (新闻稿). 台北捷運. 2016-04-11  [2016-04-11]. （原始内容存档于2016-04-11） （中文（臺灣））.
2. 1 2  . 臺北大眾捷運股份有限公司. 2021-01-15.
3. ↑  徐榮崇. . 臺北市文獻委員會. 2015年12月  [2019-12-27]. ISBN 9789860469875. （原始内容存档于2020-12-07）. 國家圖書館
4. ↑  http://tcgwww.taipei.gov.tw/site/tcg/public/MMO/dot/m17.pdf （页面存档备份，存于） 臺北捷運各站旅運量2010-09-27 2010年9月28日〈臺北市政府交通局〉
5. ↑  臺北捷運公司. . 2019-02-26  [2019-08-10]. （原始内容存档于2020-11-28）. 臺北市統計資料庫查詢系統
6. ↑  . 臺北市政府捷運工程局.   [2023-11-28]. （原始内容存档于2023-11-27）.

- 臺北市商業處-商圈介紹-民權水族聚集區 （页面存档备份，存于）
- 臺北市商業處-商圈介紹-民族濱江汽車 （页面存档备份，存于）

## 外部連結
- 臺北大眾捷運股份有限公司 （页面存档备份，存于）
- 臺北市政府捷運工程局 （页面存档备份，存于）
- 松山機場站位置圖（台北捷運公司） （页面存档备份，存于）
- 松山機場站車站剖面相關位置圖（台北捷運公司） （页面存档备份，存于）
- 販賣店現況 （页面存档备份，存于）